# John D. Hancock
John D. Hancock (* 12. Februar 1939 in Kansas City, Missouri) ist ein US-amerikanischer Theater-, Fernseh- und Filmregisseur. Er wurde unter anderem 1971 für den Oscar nominiert.

## Jugend und Ausbildung
John D. Hancock wuchs im Mittleren Westen auf und interessierte sich vor allem für Musik. Als Heranwachsender spielte er erfolgreich die Violine und war Mitglied des Chicago Youth Orchestra. Die Wochenenden und Sommerferien verbrachte er auf dem Bauernhof seiner Eltern nahe LaPorte (Indiana), ansonsten wuchs er in Chicago auf. In Chicago spielte sein Vater als Jazz-Musiker im NBC Orchestra.
Er nahm ein Studium an der Harvard University auf und entdeckte in dieser Zeit durch die Beteiligung am Studententheater sein Interesse an der Regieführung. Er erhielt in dieser Zeit ein Stipendium, um das Theater in Europa zu studieren. Hancock nutzte diese Zeit, um Bertolt Brechts Berliner Ensemble zu studieren.

## Werk

### Theaterarbeit in den 1960ern
Hancock begann seine Karriere 1962 mit der erfolgreichen Off-Broadway-Inszenierung von Brechts Mann ist Mann. Er verließ zunächst New York. Er war 1965/1966 Künstlerischer Direktor am San Francisco Actors Workshop und 1966/1967 am Pittsburgh Playhouse. 1967 inszenierte er dann wieder in New York William Shakespeares Ein Sommernachtstraum am Lucille Lortel Theatre. Er wurde 1968 hierfür als Distinguished Director für seine Regie mit dem Obie Award ausgezeichnet. 1968 führte er bei der Aufführung von Robert Lowells Endicott and The Red Cross am Off-Broadway-Haus American Place Theatre Regie.

### 1970er
Hancock begann mit dem Kurzfilm Sticky My Fingers… Fleet My Feet 1970 auch als Filmregisseur zu arbeiten. Hancock finanzierte den Film mit einem Zuschuss des American Film Institute. Dieser Film wurde 1971 als bester Kurzfilm für den Oscar nominiert. Es folgte 1971 mit dem Horrorfilm Grauen um Jessica (Let’s Scare Jessica to Death) das Langfilmdebüt. Hancock war nicht nur Regisseur des Low-Budget-Films, sondern war auch Mitautor des Drehbuchs. Der Horrorfilm wurde etwa in die 2006 von der Chicago Film Critics Association herausgegebene Liste der unheimlichsten Filme aufgenommen. Es folgte der 1973 herausgekommene Film Das letzte Spiel (Bang the Drum Slowly) über Baseball. Der Film war ein Durchbruch für Robert De Niro, der für diesen Film die Charakterdarstellung entwickelte, für die er berühmt wurde. Vincent Gardenia wurde 1974 als Nebendarsteller in Das letzte Spiel für den Oscar nominiert. 1976 erschien Hancocks Film Soldat ohne Auftrag (Baby Blue Marine).
John D. Hancock wurde beauftragt Regie für Der weiße Hai 2 (Jaws 2) zu führen. Wegen künstlerischer Differenzen wurde ihm nach mehreren Wochen Drehzeit 1977 aber gekündigt. Der Film wurde komplett geändert. Nachdem er diese Arbeit verloren hatte, unternahm Hancock eine Europareise mit seiner Frau. Nach seiner Rückkehr lehnte er die Regie an Das China-Syndrom (The China Syndrome) ab. Es folgte der 1979 veröffentlichte Surf-Film California Dreaming.

### Film und Fernsehen in den 1980ern
1985 bis 1986 drehte John D. Hancock Episoden von Fernsehserien. Er führte Regie für Folgen von Die Lady mit dem Colt (Lady Blue), Twilight Zone, Polizeirevier Hill Street (Hill Street Blues) und Mode, Models und Intrigen (Cover Up). 1987 kam der Gefängnisfilm Der stählerne Vorhang (Weeds) mit Nick Nolte heraus. Hancock arbeitete in den Film unter anderem persönliche Erfahrungen bei der Zusammenarbeit mit der Theatergruppe des San Quentin State Prison ein. 1988 führte er Regie für den von HBO/Paramount produzierten Fernsehfilm Jagdfieber (Steal the Sky). Er führte dann Regie bei dem 1989 veröffentlichten Weihnachtsfilm Jessica und das Rentier (Prancer). Der Film wurde in Indiana gedreht, wo Hancock aufwuchs. Kastalia Medrano stufte diesen Weihnachtsfilm 2017 als Klassiker ein.

### 1990er und 21. Jahrhundert
Nach Jessica und das Rentier trat eine Schaffenspause von über zehn Jahren ein. In dieser Zeit arbeitete er an einem Projekt The Klansman, dass in Hollywood wegen des Themas Rassismus allerdings keinen Anklang fand. Hancock führte in dem letzten Jahrzehnt des 20. Jahrhunderts lediglich Regie für einige Folgen der Fernsehserien Dellaventura und Immer wieder Fitz (Cracker: Mind Over Murder), sowie Werbespots. In dieser Zeit zog er von Kalifornien nach LaPorte und gründete dort mit seiner Ehefrau die Produktionsfirma AcreFilms.
Die cineastische Pause wurde durch den 2000 erschienenen Film Piece of Eden nach einem Drehbuch von Hancocks Ehefrau Dorothy Tristan unterbrochen. Der Film hat autobiographische Bezüge. Für den 2001 folgenden Thriller Mayhem – Es gibt kein Entkommen (Suspended Animation) verfasste Hancocks Frau ebenfalls das Drehbuch. Der Film wurde mit einem kleinen Budget gedreht. Für Hancocks 2015-Film The Looking Glass (auch: Swan Song) schrieb Tristan nicht nur das Drehbuch, sondern spielte außerdem die Hauptrolle eines alten Ex-Filmstars.

## Privates
John D Hancock heiratete 1967 die Autorin Ann Arensberg (1937–2022) in erster Ehe. Diese Ehe wurde 1975 geschieden.
Er heiratete in zweiter Ehe 1975 die Schauspielerin und Drehbuchautorin Dorothy Tristan.
1996 zog John D. Hancock mit seiner Ehefrau zurück nach LaPorte in Indiana, nachdem Brände ihr Haus in Malibu zerstört hatten. Hier gründete das Paar 1998 die Filmproduktion FilmAcres. Seine Ehefrau verstarb im Januar 2023.

## Auszeichnungen
- 1968: Obie Award als Distinguished Director
- 1971: Oscar-Nominierung für Regie des Kurzfilms Sticky My Fingers… Fleet My Feet